# San Pietro Celestino

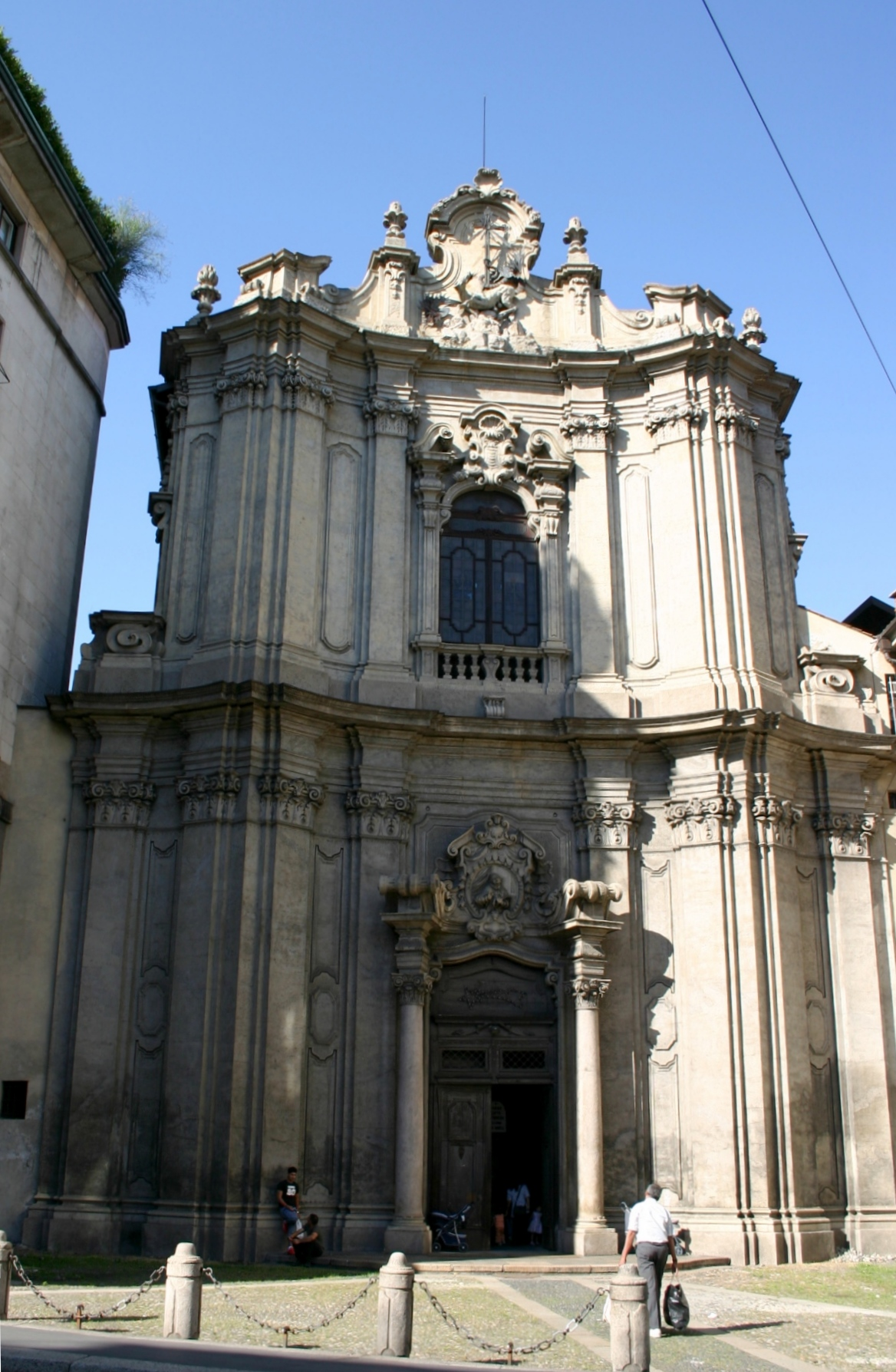
San Pietro Celestino

A San Pietro Celestino (Via Senato) egy milánói templom.

## Története
A templom a 14. században épült. Főhomlokzatát 1735-ben építette át barokk stílusban Marco Bianchi. Harangtornya az eredeti építményből maradt vissza. Mivel a homlokzat gyenge homokkőből épült, az időjárás rongálásai miatt a 20. század elején újjáépítették.